# Aripi de zăpadă
Aripi de zăpadă  (numit inițial Teroarea albă) este al patrulea roman din seria Cireșarii de Constantin Chiriță, romancier și scenarist român, fost vicepreședinte al Uniunii Scriitorilor din România. Romanul a fost publicat inițial în 1968. Are, ca și celelalte din serie, o acțiune independentă. Autorul a făcut și mici revizii ulterioare, ultima înainte de republicarea din 1972.

## Rezumat
Povestea cireșarilor continuă cu o nouă aventură, dar sunt elemente noi care intervin, adăugând fațete noi experiențelor și personalității fiecăruia dintre ei. 
Grație reușitelor de până acum, cireșarii au deveni celebri – idolatrizați de copiii din tabăra în care plănuiau să petreacă vacanța de iarnă. Iau decizia să fugă din tabără și vor fi nevoiți sa înfrunte munți înzăpeziți, avalanșe, prăpăstii, lupi flămânzi și alte dificultăți la care era de așteptat să îi provoace un drum nu foarte bine pregătit pe meleaguri neumblate. 
Totuși, Aripi de zăpadă e departe de a fi doar o poveste despre o călătorie în sălbăticie, lucrurile complicându-se serios din cauza unui grup de răufăcători care reglau niște conturi de la o lovitură mai veche. Misterul principal îl constituie locația așa-numitei Cutii albastre, furată, ascunsă și râvnită de tâlhari, dar al cărui conținut le era necunoscut tuturor.
Supraviețuire, arme, lupte, dileme și enigme. Parcurgem, probabil, cel mai tenebros dintre romanele Cireșarii.

## Romanele pentalogieiCireșarii
- Cavalerii florii de cireș (numit inițial Cireșarii si apoi Teroarea neagră);
- Castelul fetei în alb
- Roata norocului
- Aripi de zăpadă (numit inițial Teroarea albă)
- Drum bun, Cireșari!

Seria Cireșarii este privită ca un reper în literatura română, atât pentru abordarea cărților de aventuri pentru tineret din epocă, cât și pentru popularitatea extraordinară pe care a avut-o în deceniile ce au urmat publicării, dar și peste generații. Romanele sunt și în prezent printre cele mai solicitate titluri românești pentru copii și tineret.

## Ecranizare
A fost adaptat într-un film în 1985 de regizorul Adrian Petringenaru. În film au interpretat actorii Răzvan Baciu, Alina Croitoru, Dan Dobre, Angela Ioan, Rodica Popescu Bitănescu și alții. A fost produs de Casa de Filme 1. Filmările exterioare au avut loc în stațiunea Poiana Brașov.